# Richard W. Scobee

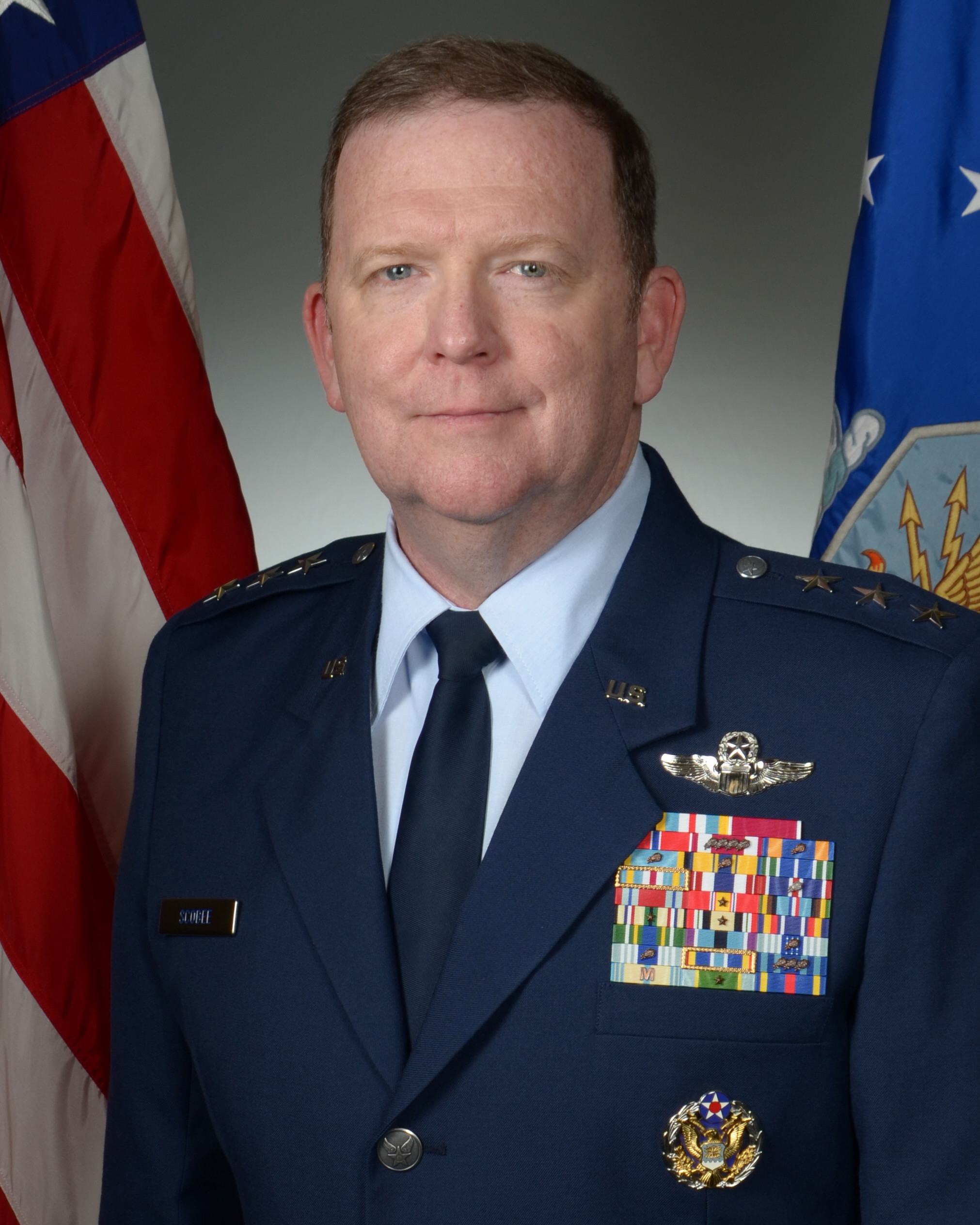
Richard W. Scobee (2018)

Richard William Scobee (* 13. April 1964 in Tucson, Pima County, Arizona) ist ein pensionierter Generalleutnant der United States Air Force. Er war unter anderem Kommandeur des Air Force Reserve Commands und der 10. Luftflotte.
Er war ein Sohn von Francis Richard Scobee (1939–1986) und dessen Frau Virginia June Kent (geboren 1942). Der Vater war ein US-amerikanischer Astronaut, der bei der Challenger-Katastrophe ums Leben kam. Im Jahr 1986 absolvierte er die United States Air Force Academy in Colorado Springs. Nach seiner Graduation wurde er als Leutnant in das Offizierskorps der Air Force aufgenommen. In der Folge durchlief er alle Offiziersgrade vom Leutnant bis zum Drei-Sterne-General.
Im Lauf seiner militärischen Karriere absolvierte er verschiedene Kurse und Schulungen. Dazu gehörten unter anderem eine Ausbildung zum Kampfpiloten und weitere Fortbildungskurse als Pilot von neuen Flugzeugtypen; die Squadron Officer School, das Air Command and Staff College und das Air War College alle über Fernkurse; der Air Force Accident and Safety Board President Course auf der Kirtland Air Force Base in New Mexico und der Joint Forces Reserve Officers Orientation Course in Norfolk in Virginia. Später folgte noch der Leadership Course in Grensboro in North Carolina; der Advanced Joint Professional Military Education Course wieder in Norfolk in Virginia und der Dual Status Title 10 and 32 Joint Task Force Commander Course auf der Peterson Space Force Base in Colorado. Außerdem erhielt er einen akademischen Grad von der Harvard Kennedy School.
In seinen frühen Jahren als Offizier der Luftwaffe war er an verschiedenen Stützpunkten stationiert. Dabei war er als Pilot, Flugausbilder oder Stabsoffizier bei unterschiedlichen Einheiten tätig. Dazwischen absolvierte er die erwähnten Schulungen. Zwischen August 1988 und November 1991 war er Pilot bei der 526. Kampfstaffel (526th Tactical Fighter Squadron) die auf der Ramstein Air Base in Deutschland stationiert war. Auch danach verblieb er in Deutschland. Bis zum Februar 1993 war er Verbindungsoffizier der Luftwaffe zur ebenfalls in Deutschland stationierten 1. Panzer Division der United States Army.
Nach einer zwischenzeitlichen Verwendung als Ausbildungspilot auf der Shaw Air Force Base in South Carolina wurde Scobbee im Mai 1997 aus die Kunsan Air Base in Südkorea versetzt. Dort war er bis zum Mai 1998 Ausbildungspilot bei der 80. Kampfstaffel (80th Fighter Squadron). Danach war er bis zum April 2005 in unterschiedlichen Funktionen auf der Luke Air Force Base in Arizona stationiert.
Dort übernahm er im April 2005 auch das Kommando über die 301. Kampfstaffel (301st Fighter Squadron), das er bis zum Juli 2006 ausübte. Anschließend wurde er Befehlshaber der 944th Operations Group, die ebenfalls auf der Luke AFB ansässig war. Diese Aufgabe erfüllte er bis zum Juni 2007. Schließlich erhielt er auf dem gleichen Stützpunkt das Kommando über das 944. Kampfgeschwader (944th Fighter Wing), das er bis April 2009 innehatte. Bei all diese Einheiten handelte er sich um Reserveeinheiten der Air Force. Seine Zeit als Kommandeur des 944. Kampfgeschwaders war zwischen April und November 2008 unterbrochen. In dieser Zeit kommandierte er im Irak die 506th Air Expeditionary Group.
Sein nächster Auftrag führte Richard Scobee auf die Naval Air Station Fort Worth Joint Reserve Base in Fort Worth in Texas. Zwischen April 2009 und Oktober 2010 kommandierte er dort das 301. Kampfgeschwader (301st Fighter Wing), eine weitere Reserveeinheit, die der 10. Luftflotte unterstand. Daran schloss sich eine Versetzung zur Peterson Air Force Base in Colorado an. Zwischen Oktober 2010 und Oktober 2013 leitete er dort die Stabsabteilung für Operationen im Hauptquartier des North American Aerospace Defense Commands (NORAD) (Deputy Director of Operations, Headquarters North American Aerospace Defense Command).
Es folgte eine Versetzung zum Hauptquartier der Air Force. Bis zum Oktober 2014 war er dort für Planungen der Reserve, deren Programme und Bedarf zuständig (Director, Air Force Reserve Plans, Programs and Requirements). Am 18. Oktober 2014 übernahm Richard Scobee auf der Naval Air Station Joint Reserve Base Fort Worth als Nachfolger von William B. Binger das Kommando über die 10. Luftflotte. Dieses Amt bekleidete er bis zum 1. Mai 2017, als er von Ronald B. Miller abgelöst wurde.
Anschließend wurde er auf die Robins Air Force Base in Georgia versetzt. Dort war er bis zum September 2018 stellvertretender Kommandeur des Air Force Reserve Commands. Am 27. September 2018 erhielt er als Nachfolger von Maryanne Miller das Amt des Kommandeurs dieser Einrichtung. Dieses Amt bekleidete er bis zum 3. August 2022 als John P. Healy seine Nachfolge antrat. Gleichzeitig leitete er die für Reserveangelegenheiten zuständige Stabsabteilung im Hauptquartier der Air Force (Chief of Air Force Reserve, Headquarters U.S. Air Force). Anschließend schied er aus dem Militärdienst aus.
Während seiner aktiven Zeit als Militärpilot absolvierte er über 3800 Flugstunden auf verschiedenen Flugzeugtypen.

## Daten der Beförderungen
| Abzeichen | Rang               | Jahr               |
| --------- | ------------------ | ------------------ |
|           | Second Lieutenant  | 28. Mai 1986       |
|           | First Lieutenant   | 28. Mai 1988       |
|           | Captain            | 28. Mai 1990       |
|           | Major              | 1. Februar 1998    |
|           | Lieutenant Colonel | 12. September 2002 |
|           | Colonel            | 9. August 2006     |
|           | Brigadier General  | 22. December 2010  |
|           | Major General      | 26. März 2015      |
|           | Lieutenant General | 7. September 2018  |

## Orden und Auszeichnungen
Richard Scobee erhielt im Lauf seiner militärischen Laufbahn unter anderem folgende Auszeichnungen:
- Air Force Distinguished Service Medal
- Defense Superior Service Medal
- Legion of Merit
- Bronze Star Medal
- Meritorious Service Medal
- Air Medal
- Air Force Commendation Medal
- Air Force Achievement Medal
- Aerial Achievement Medal
- Joint Meritorious Unit Award
- Air Force Meritorious Unit Award
- Air Force Outstanding Unit Award
- Combat Readiness Medal
- National Defense Service Medal
- Armed Forces Expeditionary Medal
- Southwest Asia Service Medal
- Iraq Campaign Medal
- Global War on Terrorism Service Medal
- Korea Defense Service Medal
- Humanitarian Service Medal
- Air Force Longevity Service Award